# Conioserica guineensis
Conioserica guineensis är en skalbaggsart som beskrevs av Frey 1960. Conioserica guineensis ingår i släktet Conioserica och familjen Melolonthidae. Inga underarter finns listade i Catalogue of Life.